# Palaina xiphidium
Palaina xiphidium é uma espécie de gastrópode da família Diplommatinidae.
É endémica de Micronésia.